# Hrabstwo Comal

Piramida wieku hrabstwa

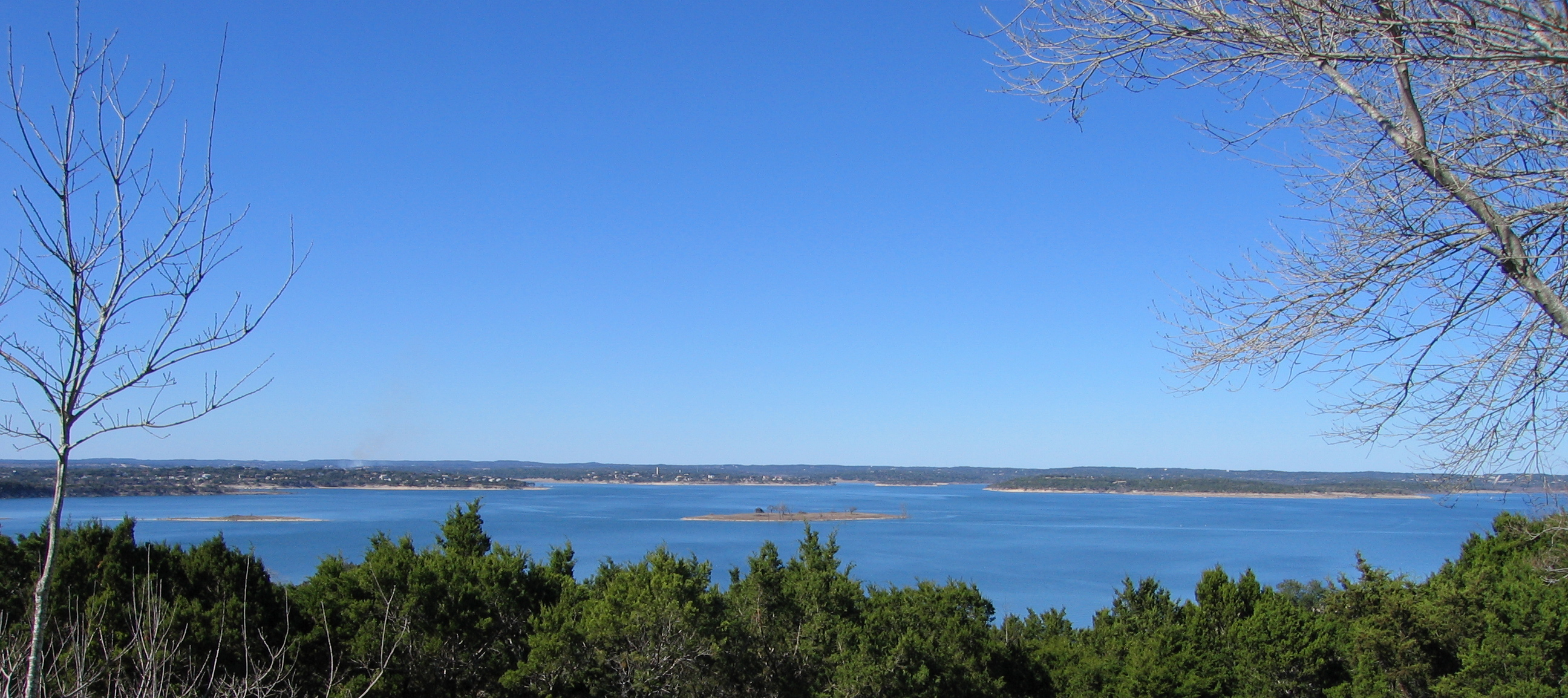
Widok na Jezioro Canyon

Hrabstwo Comal – hrabstwo położone w Stanach Zjednoczonych w centralnej części stanu Teksas, w obszarze metropolitalnym San Antonio, na północ od San Antonio. Hrabstwo utworzono w 1846 roku poprzez wydzielenie terytorium z hrabstw Bexar, Gonzales i Travis, jednak ostateczny, obecny kształt uzyskało dopiero w 1858 roku. Siedzibą władz hrabstwa jest największe miasto New Braunfels, zamieszkałe przez ponad połowę mieszkańców hrabstwa. 
Najpopularniejszymi sektorami zatrudnienia dla mieszkańców hrabstwa Comal w 2020 roku były: opieka zdrowotna i pomoc społeczna (8531 osób), handel detaliczny (8202 osoby), budownictwo (6801 osób) i usługi edukacyjne (6510 osób). Rolnictwo wyróżnia się sporymi hodowlami koni, owiec, kóz, drobiu i zwierząt egzotycznych. 74% areału hrabstwa to pastwiska, 12% to obszary leśne i 11% to uprawy. 
Nazwa Comal pochodzi od nazwy największych naturalnych źródeł wody w Teksasie (Comal Springs), którym tę nazwę nadali hiszpańscy odkrywcy pod koniec XVII w. W północnej części znajduje się Jezioro Canyon. 
Na terenie hrabstwa znajduje się park stanowy Honey Creek State Natural Area leżący na rzece Honey Creek, dopływie Guadalupe River.

## Sąsiednie hrabstwa
- Hrabstwo Blanco (północ)
- Hrabstwo Hays (północny wschód)
- Hrabstwo Guadalupe (południowy wschód)
- Hrabstwo Bexar (południowy zachód)
- Hrabstwo Kendall (północny zachód)

## Miasta
- Bulverde
- Garden Ridge
- Fair Oaks Ranch
- New Braunfels
- Spring Branch

## CDP
- Canyon Lake

## Demografia
W latach 2010–2020 populacja hrabstwa wzrosła o 48,9% do 161,5 tys. mieszkańców. Struktura rasowa hrabstwa wyglądała następująco:
- biali nielatynoscy – 66,5%
- Latynosi – 27,7%
- czarni lub Afroamerykanie – 2,2%
- Azjaci – 1,2%
- rdzenni Amerykanie – 0,3%.

Do największych grup należały osoby pochodzenia meksykańskiego (23,9%), niemieckiego (21,3%), angielskiego (12,3%), irlandzkiego (9,3%), „amerykańskiego” (5%), szkockiego lub szkocko–irlandzkiego (4,3%) i francuskiego (3,4%).

## Religia
Członkostwo w 2020 roku:
- katolicy – 33,8%
- ewangelikalni – ok. 17%
- zjednoczeni metodyści – 4,2%
- mormoni – 2,1%
- świadkowie Jehowy – 1,2%
- muzułmanie – 0,84%.

## Główne drogi
Przez teren hrabstwa przebiega między innymi autostrada międzystanowa oraz droga krajowa:
- Autostrada międzystanowa nr 35
- U.S. Route 281
- Droga stanowa nr 46